# Catargynnis mena
Catargynnis mena är en fjärilsart som beskrevs av Grose-smith 1900. Catargynnis mena ingår i släktet Catargynnis och familjen praktfjärilar. Inga underarter finns listade i Catalogue of Life.